# Dannemarie (Yvelines)
Dannemarie – miejscowość i gmina we Francji, w regionie Île-de-France, w departamencie Yvelines. Nazwa miejscowości pochodzi od słów Domna Maria – "Panna Maria". 
Według danych na rok 1990 gminę zamieszkiwało 266 osób, a gęstość zaludnienia wynosiła 77 osób/km² (wśród 1287 gmin regionu Île-de-France Dannemarie plasuje się na 948. miejscu pod względem liczby ludności, natomiast pod względem powierzchni na miejscu 790.).